# Daimler-Benz DB 610
A Daimler-Benz DB 610 egy 24 hengeres, fordított-W-hengerelrendezésű német repülőgépmotor volt, amit a második világháború idején gyártottak. Az egyetlen jelentősebb alkalmazása a Heinkel He 177 nehézbombázó volt. A típus 2950 lóerőt tudott kifejteni felszállóteljesítményként.

## Az alaptípus: a DB 605
A DB 610 gyakorlatilag két darab DB 605 típusú repülőgépmotor közös tengelyre kötésével hozták létre. A DB 605 egy 12-hengeres fordított-V hengerelrendezésű repülőgépmotor volt. A legfontosabb alkalmazása a Luftwaffe fő vadászrepülőgép-típusa, a Messerschmitt 109-es volt.
A DB 605 a DB 601-en alapult, amihez képest megnövelték a lökettérfogatot, mégpedig a blokk felfúrásával. A furat ez által 150 mm-ről 154 mm-re nőtt, ami a lökettérfogatot 33,9 literről 35,7 literre növelte

## A DB 610
A legerősebb olyan német repülőgépmotor, ami gyakorlati alkalmazásba is került, a DB 610 volt. Ezt a motort gyakorlatilag két darab 605-ös közös tengelyre kötésével hozták létre. A németek az ilyen elv mentén létrehozott repülőgépmotorokat Doppelmotoren néven említették. A hengerek száma 24 volt, a lökettérfogat pedig 71,5 liter. A hengerek furata 154 mm, lökete pedig 160 mm volt. A feltöltést motoronként két darab mechanikus-feltöltő biztosította.
A típus 2950 lóerőt tudott kifejteni felszállóteljesítményként, ami kiemelkedőnek számított. Az egyetlen jelentősebb alkalmazás a Luftwaffe egyetlen stratégiai nehézbombázója, a Heinkel He 177 volt.
A motor jelentőségét az adta, hogy viszonylag rövid idő alatt létre lehetett hozni. Ez azért volt jelentős tényező, mivel a második világháború idején egy teljesen új repülőgépmotor kifejlesztése a tervezés megkezdésétől az alkalmazás kezdetéig akár 5 évig is tarthatott. Az által, hogy két motort közös tengelyre kötöttek, ennél sokkal rövidebb idő alatt elkészültek.